# Terenti Chemodurov
Terenti Ivánovich Chemodúrov (en ruso: Терентий Иванович Чемодуров; 1849-1919) fue un ayuda de cámara del zar Nicolás II, que acompañó voluntariamente a la familia imperial al exilio en Tobolsk y Ekaterimburgo. Estuvo en la Casa Ipátiev hasta que, debido a una enfermedad, fue sacado y encarcelado en un hospital penitenciario en la ciudad. Se cree que en prisión fue olvidado por los chekistas y el 25 de julio de 1918 fue liberado por los checoslovacos que ocuparon Ekaterimburgo. Ayudó como testigo en el caso del asesinato de la familia imperial.

## Biografía
Nacido en una familia campesina en el distrito de Putivl de la provincia de Kursk, sirvió en la Brigada de Guardias. Desde 1891, estuvo al servicio del gran duque Alekséi Aleksándrovich, almirante general, tío del emperador Nicolás II, como ayuda de cámara. Después de su muerte en 1908, Chemodúrov fue aceptado al servicio del zar. El escritor de memorias V. P. Anichkov escribió que Chemodúrov provenía de campesinos, y tenía una granja en Poltava o en la provincia de Kursk, comprada con el dinero ganado y ahorrado: los ayudas de cámara de la corte recibían 360 rublos al año, y se les proporcionaba uniforme, comida y alojamiento.
Según las memorias de Anichkov, Chemodúrov estaba orgulloso de su título de ayuda de cámara del soberano y era devoto de la familia imperial, lo que demostró al no abandonar a su señor después de la abdicación y el exilio de este último. Él, como el lacayo Alexei Trupp, el cocinero Iván Jaritónov, la doncella Anna Demidova y el doctor Eugene Botkin, permanecieron con el emperador abdicado aceptando trabajar gratis. Siguieron voluntariamente a su emperador al exilio, a diferencia de la mayoría de los demás. Por ejemplo, ninguno de los sacerdotes de la corte, que eran 136, se unió al séquito leal.
Después de la llegada a Ekaterimburgo el 30 de abril de 1918 de Nicolás II, su esposa, su hija María y parte de su pequeño séquito acompañante, T. I. Chemodúrov entre ellos, fueron confinados en la casa Ipatiev. El 23 de mayo de 1918, los restantes hijos de la pareja imperial llegaron a la casa Ipatiev desde Tobolsk, acompañados por el resto del séquito. El 24 de mayo, debido a haberse puesto enfermo, el ayuda de cámara Chemodurov fue reemplazado en la casa por el lacayo Alexei Trupp.  “Decidí dejarlo ir”, escribió Nicolás II en su diario ese día, “Mi viejo Chemadurov para descansar y en su lugar tomar a Trupp por un tiempo”. Aunque el zar liberó a Chemodurov del servicio, las autoridades soviéticas lo arrestaron y lo encerraron en una prisión en la ciudad. En prisión, su compañero de celda resultó ser otro sirviente imperial: el ayuda de cámara de la emperatriz Alejandra Fiodorovna, Alexei Andreevich Volkov.
El mismo Chemodurov explicó su salvación de la ejecución por un milagro; según él, se envió a la prisión una lista de personas a las que se les dispararía. La lista era grande y no cabía en una página, por lo que el nombre de Chemodurov estaba escrito en el reverso de la hoja. Debido a la negligencia de las autoridades penitenciarias, que no verificaron las inscripciones en el reverso de la página con la lista, Chemodurov no fue llamado desde la celda para ser fusilado. Fue rescatado de la prisión por los checos, que liberaron Ekaterimburgo de los rojos.
Anichkov escribió que hay otra versión: Chemodurov estaba en estrecha relación con el Dr. V. N. Derevenko, quien, según los rumores, colaboró con las autoridades bolcheviques; quizás Chemodurov también les dio a los bolcheviques información sobre la familia imperial y los comisarios se apiadaron del viejo y enfermo ayuda de cámara por ello.
Chemodurov habló del soberano de la siguiente manera: “Durante mis casi 10 años de servicio bajo el soberano, estudié bien sus hábitos e inclinaciones en el uso doméstico y, con toda conciencia, puedo decir que el Zar era un excelente hombre de familia.” Chemodurov dijo más tarde sobre los últimos días de la familia: “Él [el Zar] parecía estar petrificado y no traicionó su estado, la emperatriz sufrió y siguió orando”.
Chemodurov también explicó el origen de las piedras preciosas encontradas en los restos de incendios de Ganina Yama por el hecho de que la emperatriz ordenó que las cosieran en los pliegues de su ropa para que no fueran encontradas durante las búsquedas que se llevaron a cabo repetidamente.

## Rehabilitación
El 16 de octubre de 2009, la Fiscalía General de la Federación Rusa decidió rehabilitar a 52 allegados de la familia imperial que fueron reprimidos, entre ellos T. I. Chemodurov, como persona ilegalmente privada de libertad: “30 de abril de 1918 "fue puesto" bajo arresto en la Casa del Propósito Especial", y luego" fue trasladado de la casa Ipatiev a la prisión en Ekaterimburgo".